# Вучинићи (Врбовско)
Вучинићи су насељено мјесто града Врбовског, у Горском котару, у Приморско-горанској жупанији, Република Хрватска.

## Географија
Вучинићи се налазе око 8 км сјеверозападно од Врбовског.

## Становништво
Према попису становништва из 2011. године, насеље Вучинићи је имало 64 становника.
| Националност       | 1991. | 1981. | 1971. | 1961. |
| Срби               | 54    | 47    | 80    | 128   |
| Југословени        | 12    | 31    |       |       |
| Хрвати             | 11    | 8     | 25    | 23    |
| остали и непознато | 3     | 1     | 4     | 4     |
| Укупно             | 80    | 87    | 109   | 155   |

| Демографија | Демографија | Демографија |
| Година      | Становника  | Становника  |
| ----------- | ----------- | ----------- |
| 1961.       | 155         |             |
| 1971.       | 109         |             |
| 1981.       | 87          |             |
| 1991.       | 80          |             |
| 2001.       | 77          |             |
| 2011.       |             | 64          |